# A ty co?
A ty co? – polski film dokumentalny, którego punktem wyjścia były piosenki Kuby Sienkiewicza i Elektrycznych Gitar. Zostały one zilustrowane obrazami dokumentalnymi ówczesnej Polski. W ten sposób powstał film, który w zamierzeniu reżysera miał skłaniać do refleksji o Polsce końca XX wieku. W filmie wykorzystano piosenki zespołu Elektryczne Gitary z różnych lat – „Przewróciło się”, „Żądze”, „Koniec”, „A ty co”, „Dzieci”, „Cyrk”, „Nie wiem co to sen”, „Basen i my”. W filmie przewija się również postać samego Kuby Sienkiewicza. Film otrzymał Nagrodę Specjalną Festiwalu Mediów w Łodzi, "Człowiek w zagrożeniu".

## Ekipa
- scenariusz i reżyseria: Mirosław Dembiński
- zdjęcia: Paweł Wendorff
- montaż: Daniel Sokołowski
- konsultacja montażowa: Marek Denys
- muzyka: Kuba Sienkiewicz i Elektryczne Gitary